# Jacques Palumbo
Pour les articles homonymes, voir Palumbo.
Jacques Palumbo, né le 16 septembre 1939 à Philippeville (aujourd'hui Skikda), en Algérie et mort le 4 juin 2018 à Montréal, est un peintre, sculpteur et écrivain. 

## Biographie
Jacques Palumbo est issu d’une famille d’émigrés italiens d’origine napolitaine, illettrés, mais musiciens. Son arrière grand-père, Pasquale Palumbo, parti de Résine, s’installe comme barbier à Philippeville en 1887. Il amène avec lui sa femme Teresa, née Madonna, et cinq enfants. L’aîné, Giacomo épouse Adélaïde Punzo, une Napolitaine venue du quartier Santa Lucia de Naples avec qui il a sept enfants. Raymond, le dernier, né en 1915 épouse Conception, une jeune Italienne née à Baranno d’Ischia dans la province de Naples. Deux enfants naîtront de cette union : Thérèse née en 1937 et Jacques.
Le jeune Jacques Palumbo suit son cursus primaire à l’école Ferdinand Buisson, puis ses études secondaires au lycée Dominique Luciani de Philippeville. Très tôt il manifeste des dons pour le dessin et la peinture. Après des études brillantes, il obtient un baccalauréat en philosophie en 1959 avec mention. Il s’inscrit alors à l’École d’Architecture et des Beaux-Arts d’Alger, section peinture. En 1960, il part à Paris parfaire ses études artistiques. Il suit des cours en histoire de l’art, anatomie artistique, perspective architecturale, décoration, sciences et techniques du dessin et dessin académique, en vue du professorat. Il s’inscrit à l’Institut d'art et d'archéologie de Paris en 1963 et obtient un DDAP (Diplôme supérieur de dessin et d’arts plastiques) en 1964. Il passe en 1965 le CAPES (Certificat d’aptitude pédagogique à l’enseignement du second degré) de dessin.  
Il enseigne durant ses études, comme maître auxiliaire de dessin au lycée de Rambouillet, puis comme professeur stagiaire à Clermont-Ferrand. Peu enclin à l’enseignement, il refuse alors un poste de professeur de dessin à Longwy. 
Il s’exile au Canada en juillet 1965. Installé à Montréal, il épouse en justes noces Suzanne Rol avec qui il a deux enfants : Sophie, née le 6 avril 1970, et Frédéric né le 29 mai 1976. Il entame une carrière d’artiste et participe à différentes expositions thématiques. Il utilise dès le début des années 1970 l’ordinateur CDC 6400 du Centre de calcul de l’Université de Montréal pour créer ses œuvres plastiques. L’ensemble de son travail prend rapidement une tournure internationale. Jacques Palumbo participe à plusieurs expositions thématiques d’art par ordinateur, au Canada, aux États-Unis, en Europe et au Japon. Du figuratif (1958-1968), à l’organique (1968-1972), du génératif (1972-1987) aux cosmogonies (1987-2004), ses œuvres font désormais partie de plusieurs collections : Conseil des Arts du Canada et Musée des beaux-arts du Canada à Ottawa ; Musée des beaux-arts et Musée d’art contemporain de Montréal ; collections de la Bibliothèque nationale du Québec ; ainsi que différents musées de la province de Québec ; d’un océan à l’autre du Canada. Jacques Palumbo est inscrit dans le Who’s Who in International Art et American Art.  
Depuis quelques années, le peintre Jacques Palumbo alias Giacomo Palumbo se laisse rattraper par l’écriture. Son œuvre littéraire témoigne de l’exil provoqué par la guerre d’Algérie qui amènera l’exode irrémédiable des Pieds-Noirs à travers le monde. Il publie un premier roman en 2006 : Un Iguane en hiver. Son second roman Don Pasquale est publié en 2013 aux Éditions L’Harmattan de Paris dans la collection Amarante. En 2017, un troisième roman intitulé Quelques mots d’amour est édité chez L’Harmattan dans la collection Littérature. En préparation : Lucien  l’Algérien, une autobiographie romancée.

## Œuvres plastiques
L’ensemble de son travail se cantonne au niveau visuel. Du figuratif aux cosmogonies en passant par l’organique et l’art génératif, voici les différentes étapes de la carrière de l’artiste.

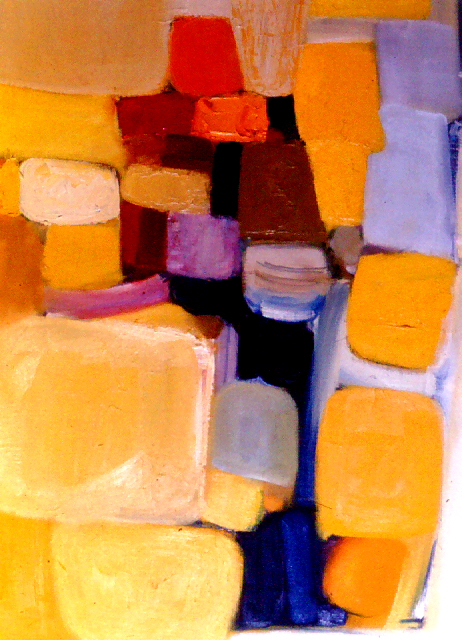
Huile sur toile

- 1958-1968 - Le figuratif
- 1968-1972 - L'organique Huile sur toile
- 1972-2000 - Le génératif
- 1987-2004 - Les cosmogonies

## Littérature
- 2017 - Quelques mots d'amour aux éditions L’Harmattan de Paris dans la collection Littérature.
- 2013 - Don Pasquale aux éditions L’Harmattan de Paris dans la collection Amarante.
- 2006 - Un Iguane en hiver aux éditions Thélès, Paris

## Collection publique
- Musée d'art contemporain de Montréal, Québec, Canada [2]
- Musée des beaux-arts du Canada, Ottawa, Canada
- Musée de Joliette, Québec, Canada
- Bibliothèque nationale du Québec, Montréal, Canada
- Symposium de Trois-Rivières, Québec, Canada
- Symposium de Nuremberg, Allemagne